# Onthophagus bisbicornis
Onthophagus bisbicornis là một loài bọ cánh cứng trong họ Bọ hung (Scarabaeidae).